# Lalla Amina Marocká
Princezna Lalla Amina (8. dubna 1954, Antsirabe – 16. srpna 2012, Rabat) byla členkou marocké královské rodiny a bývalou prezidentkou Královské marocké federace jezdeckých sportů.

## Mládí a vzdělání
Lalla Amina se narodila v Antsirabe na Madagaskaru dne 8. dubna 1954. Byla nejmladší sestrou krále Hasana II. Marockého a dcerou krále Muhammada V. Marockého a jeho třetí manželky Lally Bahie bint Antary. Narodila se v době, kdy byla královská rodina v exilu. Přezdívalo se jí Mina a byla jediným dítětem krále Muhammada V. Marockého, které mělo francouzské papíry. Po návratu královské rodiny do Maroka byla Malika Oufkir, dcera favorizovaného generála, neformálně přijata do královské rodiny jako společnice princezny. Lalla Amina žila v oddělené vile, aby byla vychovávána normálněji a mimo dvorské intriky a žárlivost. Její vila zahrnovala soukromé kino, zoo a vlastní základní školu. Navštěvovala Royal College a Rabatskou univerzitu.

## Aktivity a ocenění
Po celý život byla vášnivou lovkyní a jezdkyní. Lalla Amina byla od roku 1999 až do své smrti v roce 2012 prezidentkou Marocké královské federace jezdeckých sportů. V roce 2007 jí byl udělen Řád Muhammada druhé třídy.

## Smrt a pohřeb
Laila Amina zemřela po čtyřměsíčním boji s rakovinou plic v Rabatu 16. srpna 2012. Její tělo bylo pohřbeno v mauzoleu Moulay El Hassan v královském paláci v Rabatu.

## Vyznamenání

### Národní vyznamenání
- Dáma velkostuhy Řádu trůnu
- Velkodůstojník Řádu Muhammada (2007)